# 李信 (武狀元)
李信（1817年—1852年），直隶晋州（今河北晋州市）人。清朝将领，武状元及第。
李信天生聪颖，勇猛绝伦，道光二十七年（1847）丁未科一甲第一名武进士，授头等侍卫。咸丰二年（1852年），出任湖北汉阳府游击。不久，太平军包围汉阳。李信率军固守，相持旬日，苦战不敌，城破身死。朝廷按例抚恤。